# Agrobiodiversidad
La agrobiodiversidad o diversidad biológica asociada a la agricultura es un subconjunto de la biodiversidad en general que se refiere a la variedad y variabilidad de animales, plantas y microorganismos que se utilizan directa o indirectamente para la alimentación y la agricultura, incluyendo a los cultivos, la ganadería, la silvicultura y la pesca. También incluye todos los componentes de la diversidad biológica que constituyen los ecosistemas agrícolas (también llamados agroecosistemas): las variedades de semillas y razas de animales domésticos (biodiversidad doméstica), la diversidad de especies no cosechadas que apoyan la producción (los microorganismos y fauna del suelo, depredadores, polinizadores, malezas, plagas), y todas las plantas y animales nativos (biodiversidad silvestre) de un entorno más amplio que apoyan los agroecosistemas (agrícolas, pastoriles, forestales y acuáticos), así como la diversidad de los mismos. 
La agrobiodiversidad es el resultado de la interacción entre el medio ambiente, los recursos genéticos y los sistemas y prácticas de gestión utilizados por los pueblos de diversas culturas. Por lo tanto, el conocimiento y la cultura local se pueden considerar como parte integral de la biodiversidad agrícola, ya que es la actividad humana de la agricultura que da forma y conserva la biodiversidad.
En resumen, la agrobiodiversidad está constituida por: 
- Los recursos genéticos vegetales (todas las variedades de cultivos, plantas silvestres recolectadas y administradas para la comida, los prados y especies de pastizales), animales (las razas de animales domésticos, los animales salvajes cazados para comer, los peces silvestres y de cría), microbianos y micóticos (hongos). La evolución de la diversidad biológica depende principalmente de esta diversidad genética.
- Los componentes de la diversidad biológica que apoyan los servicios de los ecosistemas en los que se basa la agricultura. Se incluyen los organismos necesarios para sustentar las funciones clave del agroecosistema, de su estructura y procesos, tales como la regulación de plagas y enfermedades, la polinización, el ciclo de nutrientes, la contaminación y la regulación de sedimentos, el mantenimiento del ciclo hidrológico, el control de la erosión y la regulación del clima y el almacenamiento de carbono.
- Las interacciones con factores abióticos, como los paisajes físicos en los que se desarrolla la agricultura, y las dimensiones socioeconómicas y culturales, como el conocimiento local y tradicional.

Hay varias características distintivas de la agrobiodiversidad en comparación con otros componentes de la biodiversidad:
- La agrobiodiversidad se gestiona activamente por los agricultores.
- Muchos de los componentes de la biodiversidad agrícola no sobrevivirían sin esta interferencia humana.
- Muchos sistemas agrícolas de importancia económica se basan en especies de cultivo o ganado introducidas desde otro lugar (por ejemplo, los sistemas de producción hortícola o las vacas frisonas en África). Esto crea un alto grado de interdependencia entre los países para los recursos genéticos en que se basan nuestros sistemas alimentarios.
- En cuanto a la diversidad de cultivos, la diversidad dentro de cada especie es por lo menos tan importante como la diversidad entre las especies.
- Debido al grado de gestión humana, la conservación de la agrobiodiversidad en los sistemas de producción está inherentemente vinculada a la utilización sostenible.
- En los sistemas agrícolas de tipo industrial, la diversidad de cultivos es ahora conservada ex-situ en bancos de genes en lugar de a nivel de finca.

## Funciones de la agrobiodiversidad
La experiencia y la investigación han mostrado que la agrobiodversidad proporciona a los humanos los alimentos y las materias primas para los productos, tales como algodón, madera, combustible, las plantas y las raíces para los medicamentos; aumenta la productividad, la seguridad alimentaria, y la rentabilidad económica; reduce la presión de la agricultura sobre zonas frágiles, bosques y especies en peligro de extinción; hace los sistemas de cultivo más estables, robustos y sostenibles (capacidad de resiliencia ecológica, es decir, la capacidad para recuperarse de la interrupción de las funciones, y la mitigación de los riesgos causados por las perturbaciones); contribuye a la buena gestión de plagas y enfermedades; realiza servicios para los ecosistemas como la conservación del suelo y el agua, el mantenimiento de la fertilidad del suelo o la polinización; contribuye a la intensificación sostenible; diversifica productos y oportunidades de ingresos; reduce o diversifica los riesgos para las personas y las naciones; ayuda a maximizar el uso eficaz de los recursos y el medio ambiente; y reduce la dependencia de aportes externos a los cultivos.

## Agrobiodiversidad y agricultura

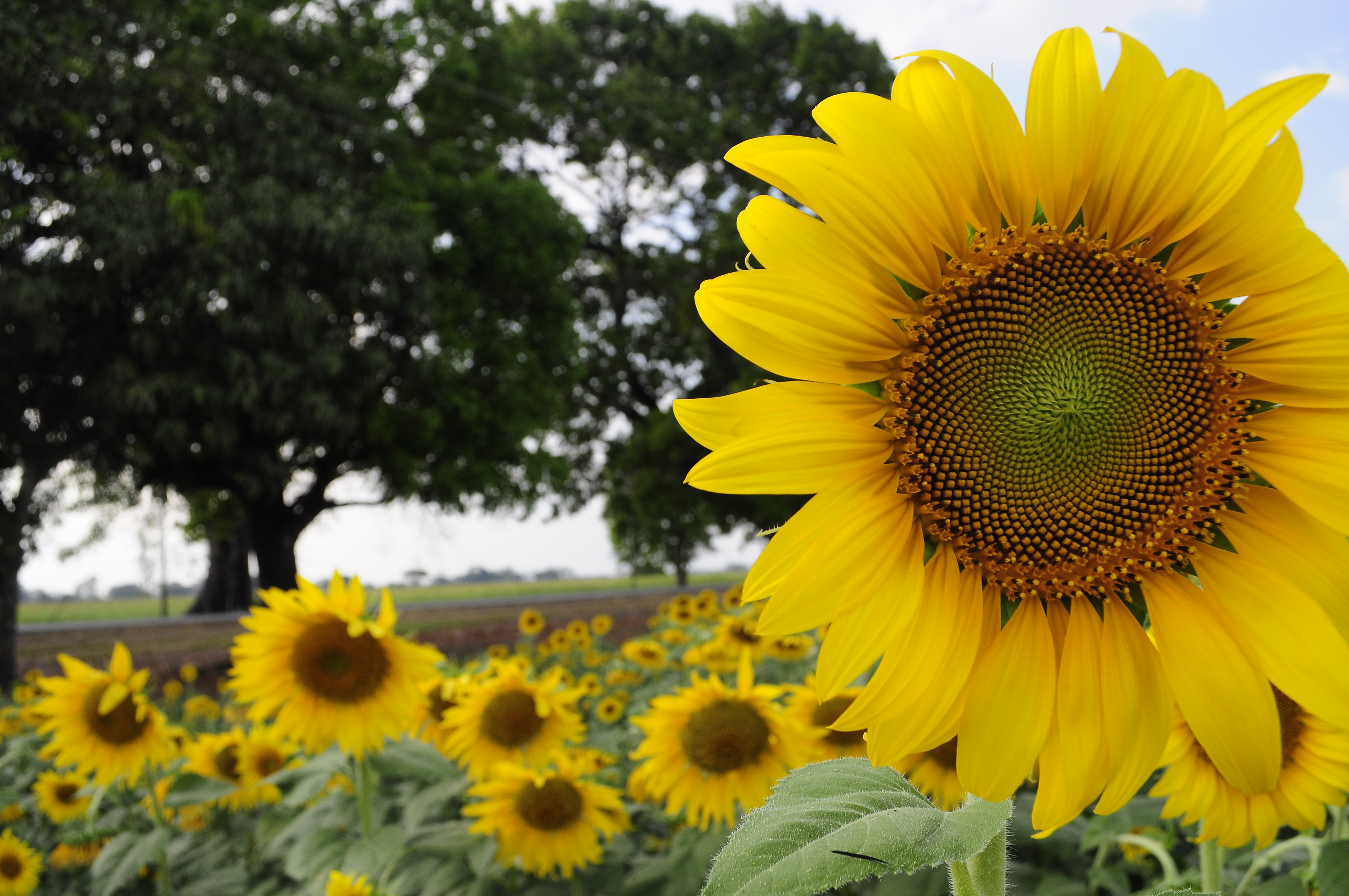
Cultivo de girasol integrado en un agroecosistema.

La diversidad biológica y la agricultura son fuertemente interdependientes: la diversidad biológica es la base de la agricultura. Ha permitido a los sistemas agrícolas evolucionar desde que la agricultura se desarrolló por primera vez hace unos 10.000 años. La adopción de prácticas agrícolas basadas en la biodiversidad, sin embargo, no se basa únicamente en los servicios y el valor que la sociedad en su conjunto obtiene de tales funciones. Los agricultores son en última instancia los agentes que deciden cuánto capital natural se conserva y utiliza, en función de sus propios objetivos/necesidades, y de las condiciones sociales, económicas (los mercados y las políticas), y ambientales en las que operan. Un problema clave es que los valores privados y sociales de la agrobiodiversidad son diferentes, y que los mercados y las políticas no alinean correctamente estos valores. El valor, percibido de forma privada, se refleja en los beneficios financieros derivados de los efectos positivos en la productividad y/o los ahorros que se generan cuando la agrobiodiversidad sustituye los costos de aportes sintéticos, por ejemplo, los pesticidas. El valor económico total o social de la agrobiodiversidad incluye el valor de los servicios ecológicos que presta al resto de la sociedad no agrícola , por ejemplo, a través de la calidad ambiental, la
recreación y los valores estéticos. En general, los agricultores se ciernen al valor del uso privado de la biodiversidad y de los servicios del ecosistema, asignados en el mercado, y por lo tanto generalmente ignoran los beneficios "externos" de la conservación que se acumulan en la sociedad en general. Por ejemplo, un agricultor puede beneficiarse de un uso intensivo de la tierra, pero en general no asume todas las consecuencias causadas por la lixiviación del exceso de nutrientes y pesticidas en aguas subterráneas o superficiales, o la pérdida de hábitat para las especies nativas. Esto implica una sobreexplotación de la biodiversidad, lo que impone costes excesivos en la sociedad en general, ya que esto se traducirá en niveles subóptimos o inadecuados de conservación.

## Conservación de la agrobiodiversidad
Mientras que la diversidad biológica es fundamental para la agricultura, la agricultura también puede contribuir a la conservación y al uso sostenible de la diversidad biológica. Los variados sistemas locales de producción de alimentos se encuentran en peligro, incluyendo el conocimiento local, la cultura y las habilidades de las mujeres y hombres agricultores. Con este descenso, la biodiversidad agrícola está desapareciendo; la magnitud de la pérdida es extensa. Con la desaparición de las especies, las variedades y las razas, una amplia gama de especies asociadas también desaparecen. Por tanto, la conservación y uso sostenible de la agrobiodiversidad en las explotaciones agrícolas, en la naturaleza y en los bancos de genes, es esencial para el futuro de la agricultura. La diversidad genética (la diversidad dentro de las especies) es la fuente de adaptabilidad que permite a los ecosistemas agrícolas responder a la tensión y a los riesgos medioambientales. Además, mejora la productividad agrícola, aportando a los agricultores animales y vegetales para seleccionar variedades más productivas o mejorar las características de sus cultivos y ganado para afrontar la sequía, los temporales, las plagas y las enfermedades.